# 内江南站
内江南站，原称白马庙站，是位于四川省内江市市中区白马镇的一个铁路车站，邮政编码641000。
1957年4月，中华人民共和国铁道部完成定测，7月完成技术设计并交付施工，设计内容包括内江站、内江机务段、内江南站、成渝内昆联络线等。车站建于1960年，1988年扩建，有内昆铁路经过该站，现办理客货运业务。车站及其上下行区间均已电气化。车站距离内江站7公里，隶属成都铁路局，是二等站。

## 业务办理
客运办理旅客乘降，行李，包裹托运业务。货运办理整车，零担货物发到业务。危险货运办理农药，化肥到发。